# Gerhard Trampusch
Gerhard Trampusch (Hall in Tirol, 11 de agosto de 1978) es un ciclista austriaco que fue profesional desde 1999 a 2010.

## Palmarés
2005
- 2.º en el Campeonato de Austria en Ruta
- 1 etapa de la Vuelta a Austria

2006
- 1 etapa de la Vuelta a Baviera

## Resultados en Grandes Vueltas y Campeonatos del Mundo
| Carrera         | Carrera         | 1999 | 2000 | 2001 | 2002 | 2003  | 2004 | 2005 | 2006 | 2007 | 2008 | 2009  | 2010 | 2011 |
| --------------- | --------------- | ---- | ---- | ---- | ---- | ----- | ---- | ---- | ---- | ---- | ---- | ----- | ---- | ---- |
|                 | Giro de Italia  | ―    | ―    | ―    | ―    | 40.º  | 26.º | ―    | ―    | ―    | ―    | ―     | ―    | ―    |
|                 | Tour de Francia | ―    | ―    | ―    | 63.º | ―     | ―    | ―    | ―    | ―    | ―    | ―     | ―    | ―    |
|                 | Vuelta a España | ―    | ―    | ―    | ―    | ―     | ―    | ―    | ―    | ―    | ―    | ―     | ―    | ―    |
| Mundial en Ruta | Mundial en Ruta | ―    | 75.º | Ab.  | ―    | 101.º | Ab.  | ―    | ―    | ―    | ―    | 102.º | ―    | ―    |

―: no participa

Ab.: abandono